# Kunstmuseum der Präfektur Tokio

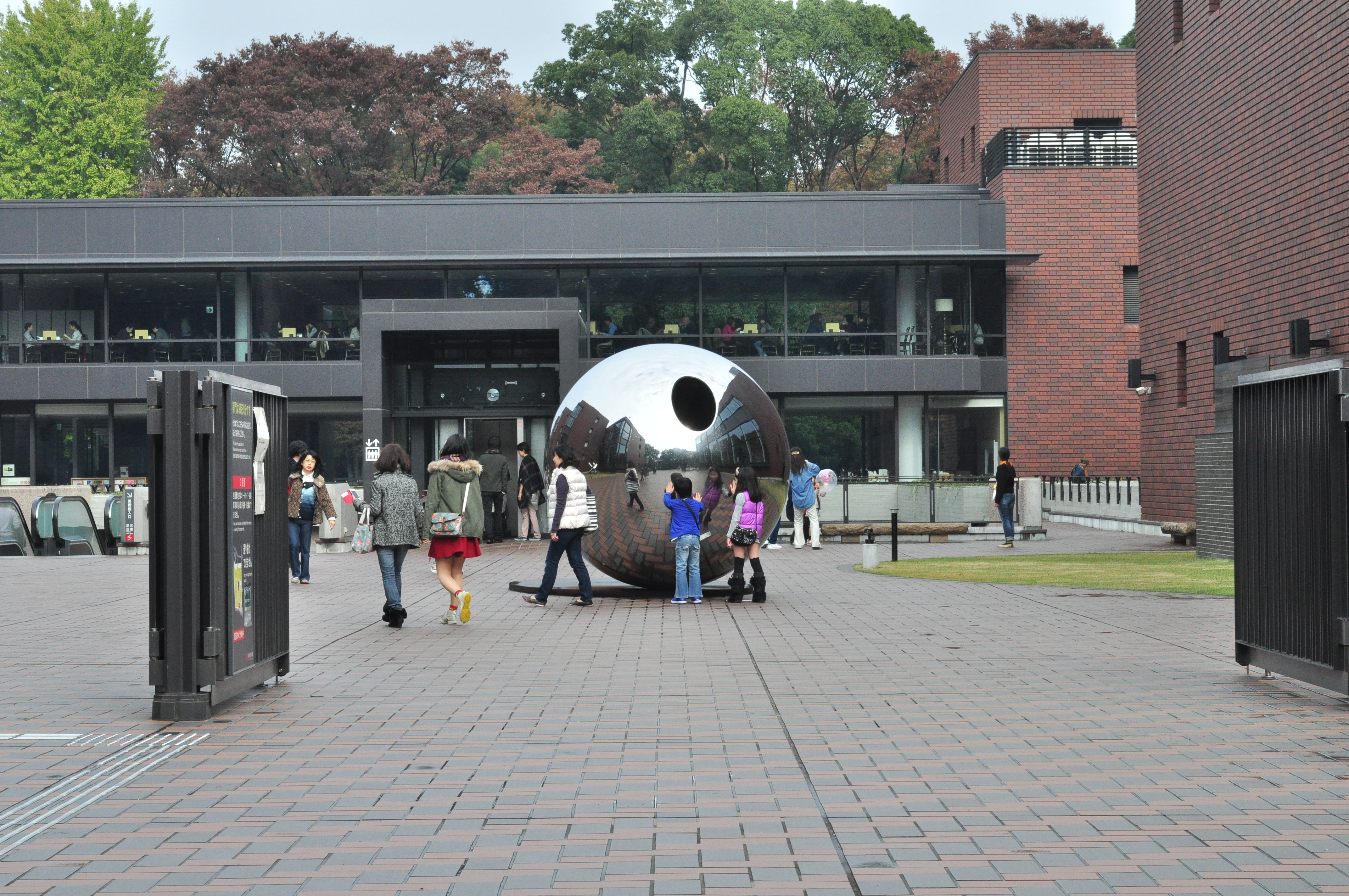
Eingangsbereich

Das Kunstmuseum der Präfektur Tokio (japanisch 東京都美術館, Tōkyō-to Bijutsukan, kurz tobikan oder nur tobi (都美[館]); engl. Tokyo Metropolitan Art Museum) ist ein Museum für Bildende Kunst der Gegenwart in Tokio.

## Geschichte
Das Museum wurde 1926 als Kunstmuseum der Präfektur Tokio (Tōkyō-fu bijutsukan, 東京府美術館; engl. Tokyo Prefectural Art Museum) eröffnet mit einem klassisch gestalteten Bau, der vom Architekten Okada Shin’ichirō stammte. Das Museum dient vornehmlich wechselnden Ausstellungen, besitzt aber auch eine eigene Sammlung. Das Museum wird im Volksmund „Ueno no bijutsukan“ – „Das Kunstmuseum von Ueno“ genannt, da es im gleichnamigen Park liegt und um es vom Nationalmuseum in der Nähe zu unterscheiden. Das derzeitige Hauptgebäude, das im September 1975 eröffnet wurde, stammt von Maekawa Kunio. Das Gebäude hat eine Grundfläche von 6.796 m² und eine Gesamtfläche von 31.984 m². Von der Gesamtfläche stehen 10.488 m² den Wechselausstellungen zur Verfügung, für die ständige Ausstellung sind 1.707 m² reserviert.
Das Gebäude ist gedacht für die regelmäßigen Jahresausstellungen von Künstlervereinigungen und sonstigen Körperschaften, für eigene Wechselausstellungen und für die ständige Ausstellung des eigenen Besitzes. Dieser umfasste Gemälde, Skulpturen, Drucke der Gegenwart, insgesamt etwa 3000 Stück. 1994 kam die Sammlung jedoch an das neue Museum für zeitgenössische Kunst Tokio, wobei später ein Teil der Skulpturen und der Kalligrafie wieder zurückgegeben wurde. So umfasst die eigene Sammlung heute 12 Skulpturen und 36 kalligrafische Arbeiten.

## Werke der Skulpturensammlung
- Igarashi Haruo (五十嵐 晴夫) „Möbius-Struktur“; 1978; Granit,
- Suzuki Hisao (鈴木 久雄; * 1946): „P3824 M 君までの距離“ (P3824 M Entfernung zu Dir); 1977; Granit,
- Inoue Bukichi (井上 武吉; 1930–1997): „Plus and Minus No.55“; 1975; Struktur aus rostfreiem Stahl,
  - „my sky hole 85-2 光と影“ (Licht und Schatten); 1985; Polierte Kugel aus rostfreiem Stahl,
- Yasuda Haruhiko (保田 春彦; 1930–2018): „堰の見える遠景“ (Gatter aus der Ferne gesehen); 1975; Granit und rostfreier Stahl,
- Oda Jō (小田 襄; 1936–2004): „円柱の領域“ (Bereich eines runden Pfeilers); 1975; Struktur aus rostfreiem Stahl,
- Mogami Hisayuki (最上 壽之; * 1936): „イロハ... “ (Alphabet); 1979; Steinskulptur,
- Horiuchi Masakazu (堀内 正和; 1911–2001): „三本の直方体B“; (Dreiteiliger Ständer B); 1978; Stahl-Struktur,
  - „三つの立方体A“ (Drei stehende Körper); 1978; Strukturen aus rostfreiem Stahl,
- Tatehata Kakuzō (建畠 覚造; 1919–2006): „さ傘 “ (Der Schirm); 1973; Metallstruktur aus Aluminium und Eisen,
- Asakura Fumio (朝倉 文夫; 1883–1964): „佐藤慶太郎像“ (Büste Satō Keitarō[2]); 1926, Bronze-Skulptur und
- Joseph-Antoine Bernard (1866–1931): „舞踏“ (Tanz); 1925; Steinrelief.